# Kosovski komitet
Komitet narodne odbrane Kosova, poznatiji kao Kosovski komitet, osnovan 7. novembra 1918. je albanska iredentistička organizacija čiji je cilj bio izdvajanje teritorija Kosova, zapadne Makedonije i delova Sandžaka iz novoformirane Kraljevine Srba, Hrvata i Slovenaca i njihovo pripajanje Albaniji.

## Pomagači Kosovskog komiteta
Italijanska fašistička vlada je bila glavni oslonac kosovskog komiteta. Italijanska fašistička vlada je u cilju realizacije svojih programa više puta izvodila direktne akcije usmerene protiv suvereniteta Kraljevine SHS, među kojima su najvažnije akcije bile pokušaj okupacije Crne Gore i direktna podrška zelenašima tokom Božićne pobune.
Italijanska fašistička vlada je pomagala Kosovski komitet i oružjem i novcem. Italijanski grof Ćano je napisao ".. naša politika mora da se živo pozabavi Kosovom. To će održati živim jedan irendetistički problem na Balkanu, privući pažnju Albanaca i predstavljati nož uperen u kičmu Jugoslavije".
Kosovski komitet je okupljao prvake kosovskih Albanaca koji su se nakon 1918. nalazili u egzilu u Albaniji (Hasan Priština, Bajram Curi i dr). Oni su kontaktirali s mnogim političarima u Evropi,a Bajram Curi je imao prepisku čak i sa Lenjinom.
Komitet je primao značajnu pomoć u novcu i oružju od Italijana, a uspostavio je i saradnju sa crnogorskom emigracijom okupljenom oko kralja Nikole i Unutrašnjom makedonskom revolucionarnom organizacijom. U januaru 1920. godine su dva člana Komiteta postali ministri u Albaniji, a sredinom leta iste godine jedan od njihovih vođa, Bajram Curi, postaje ministar Vojske Albanije, što dovodi do velike zategnutosti jugoslovensko-albanskih odnosa.

## Uticaj Kosovskog komiteta na kačake
Ideje Kosovskog komiteta imale su velikog uticaja na kačake. U 1921. godini su učestali kačački napadi na saradnike jugoslovenske vlasti kao što su: kmetovi, panduri, predsednici opština i drugi. Kačaci su za kratko vreme izvršili veliki broj ubistava, pokušaja ubistava razbojništava i krađa a njima su se tokom vremena pridruživale ubice, pljačkaši, krijumčari begunci od krvne osvete i drugi otpadnici od zakona i društva.
Krajem septembra 1924. godine jugoslovenska vojska je u velikoj akciji razbila većinu kačačkih odreda i likvidirala njihove vođe. Hasan Priština je 1924. u Društvu naroda u Ženevi optužio vlast u Beogradu da sprovodi teror nad Albancima.

## Literatura
- Petrit Imami, Srbi i Albanci kroz vekove, Samizdat B92, Beograd 1998.